# ミカエル・ピートラス
ミカエル・マーヴィン・ソリアーノ・ピートラス（Mickaël Marvin Soriano Piétrus、1982年2月7日 - ）はフランスのプロバスケットボール選手。
カリブ海に浮かぶフランスの海外県グアドループ・レザビーム出身。身長は198cmでシューティングガード、スモールフォワードの両方の役割を果たすスウィングマンとしてプレイしている。ニックネームはエール・フランス。

## 略歴
1999年からリーグ・ナショナル・バスケットボールのÉBポー・オルテッズに所属しており、2001年、2003年にはLNBプロAで優勝、2002年にフレンチカップで優勝した。
その後、2003年のNBAドラフトで1巡目11位でゴールデンステート・ウォリアーズに指名された。最初の4シーズンは1試合平均9得点、3.3リバウンドの成績だったが2006-07シーズンには1試合平均11得点、4.5リバウンド、27分間の出場時間をもらった。オフェンスよりもディフェンス能力の高さで知られている。マット・バーンズとスモールフォワードのポジションを争っている。兄のフローレン・ピートラスもバスケットボール選手でスペインでプレイしている。
2005年9月に行われた2005ユーロバスケットのフランス代表に選ばれ銅メダルを獲得、2006年バスケットボール世界選手権にも出場5位となっている。
2007-08シーズン終了後オーランド・マジックへ移籍した。
2010年､12月18日に、3球団（オーランド・マジックのほか、フェニックス・サンズ、ワシントン・ウィザーズ）が絡むトレードにより、ビンス・カーター、マルチン・ゴルタット（+2011年ドラフト１巡目指名権､現金）とともに、ジェイソン・リチャードソン､ヒド・ターコルー、アール・クラークとの3+対3のトレードにより、フェニックス・サンズへ移籍。
2011年12月22日、サンズよりウェーバーされた。24日、ボストン・セルティックスと契約した。
2012年11月30日、トロント・ラプターズに移籍した。